# Animaniacs: The Great Edgar Hunt
Animaniacs: The Great Edgar Hunt es un videojuego de acción y aventura lanzado en Norteamérica, Europa y Australia en 2005. Se basa en la serie de dibujos animados Animaniacs de Warner Bros. y cuenta con los mismos actores de voz para los personajes principales. El juego es uno de los múltiples videojuegos de la serie Animaniacs. The Great Edgar Hunt fue el primer proyecto relacionado con Animaniacs que salió desde la película de comedia animada Wakko's Wish en 1999. Animaniacs: The Great Edgar Hunt salió para  GameCube en América del Norte y Europa. También hubo versiones para PlayStation 2 y Xbox pero estas solo salieron en Europa. Se  anunció una versión norteamericana del juego para PlayStation 2 y Xbox, pero nunca se lanzó.

## Trama
Frustrado por ser «pasado por alto», el director de cine C.C. Deville roba los Edgars (estatuillas que son una parodia de los premios Oscar ) y amenaza con derretirlos a menos que el presidente del estudio, Thaddeus Plotz le dé un contrato lucrativo. Mientras lleva a cabo su malvado plan, el tonto asistente de Deville estrella accidentalmente el dirigible en el que estaban escapando contra la torre de agua de Warner Bros. Esto esparce 44 de los 45 Edgars robados a través de todo el lote del estudio y libera a Yakko, Wakko y Dot, quienes aceptan buscar los premios faltantes. Los diferentes tipos de niveles incluyen: Western, Horror Movie, Fairy Tale, O'Sullivan Mines y Epic. El último nivel tiene lugar en el cielo persiguiendo y derribando el dirigible de Deville.

## Reparto de voz
- Rob Paulsen como Yakko Warner, Pinky y el Dr. Otto Scratchansniff
- Jess Harnell como Wakko Warner y Big Chief Sitting Bison
- Tress MacNeille como Dot Warner y Mary Hartless
- Maurice LaMarche como Cerebro e Igor
- Frank Welker como Ralph el Guardia, Thaddeus Plotz y Chicken Boo
- Billy West como CC Deville y Sheriff Marlon
- Jeff Glen Bennett
- Kevin Michael Richardson